# Campeonato Acreano Segunda Divisão 2015
In 2015 werd het achtste Campeonato Acreano Segunda Divisão gespeeld voor clubs uit de Braziliaanse staat Acre. De competitie werd georganiseerd door de FFA en werd gespeeld van 15 augustus tot 29 september. Andirá werd kampioen.

## Eerste toernooi
| Plaats | Club          | Wed. | W | G | V | Saldo | Ptn. |
| ------ | ------------- | ---- | - | - | - | ----- | ---- |
| 1.     | Andirá        | 3    | 3 | 0 | 0 | 8:1   | 9    |
| 2.     | ADESG         | 3    | 2 | 0 | 1 | 8:7   | 6    |
| 3.     | Independência | 3    | 1 | 0 | 2 | 3:7   | 3    |
| 4.     | Humaitá       | 3    | 0 | 0 | 3 | 6:10  | 0    |

|  | Geplaatst voor finale |

## Tweede toernooi
| Plaats | Club          | Wed. | W | G | V | Saldo | Ptn. |
| ------ | ------------- | ---- | - | - | - | ----- | ---- |
| 1.     | ADESG         | 3    | 2 | 1 | 0 | 10:5  | 7    |
| 2.     | Andirá        | 3    | 2 | 1 | 0 | 5:3   | 7    |
| 3.     | Independência | 3    | 0 | 1 | 2 | 3:5   | 1    |
| 4.     | Humaitá       | 3    | 0 | 1 | 2 | 5:10  | 1    |

|  | Geplaatst voor finale |

## Finale
|                    |                     |       |           |                               |
| 22 september 17:00 | Andirá              | 2 – 1 | ADESG     | Arena da Floresta, Rio Branco |
| 22 september 17:00 | Lucas 23' Bruno 79' |       | 45+2' Ley | Arena da Floresta, Rio Branco |

|                    |             |       |                  |                            |
| 29 september 20:00 | ADESG       | 1 – 2 | Andirá           | Naborzão, Senador Guiomard |
| 29 september 20:00 | Marinho 68' |       | 12', 75' Geovani | Naborzão, Senador Guiomard |

### Kampioen
| Campeonato Acreano de 2015 - Segunda Divisão |
| Acre                                         |
| -------------------------------------------- |
| ANDIRÁ Kampioen (2° titel)                   |